# 아거스 C3

아거스 C3(Argus C3)은 그 당시에 대량 생산되어 저렴하게 판매가 되었던 거리계 연동 카메라로, 1939년부터 1966년까지 미시건주 앤아버의 아거스 카메라 사(Argus Camera Inc.)에서 제작했다. 아거스 C3은 220만 개가 팔린 것으로 추산되고 있으며, 미국 역사상 제일 많이 팔린 카메라중 하나가 되었다. 모양과, 무게, 크기, 무게등등으로 인해 보통 벽돌로 불렸으며, 일본에서는 이를 도시락이라고 번역했다. 특유의 디자인으로 인해 2002년 해리포터와 비밀의 문, 그리고 폴아웃 76의 ProSnap Deluxe camera 으로 나오기도 하였다.

## 역사

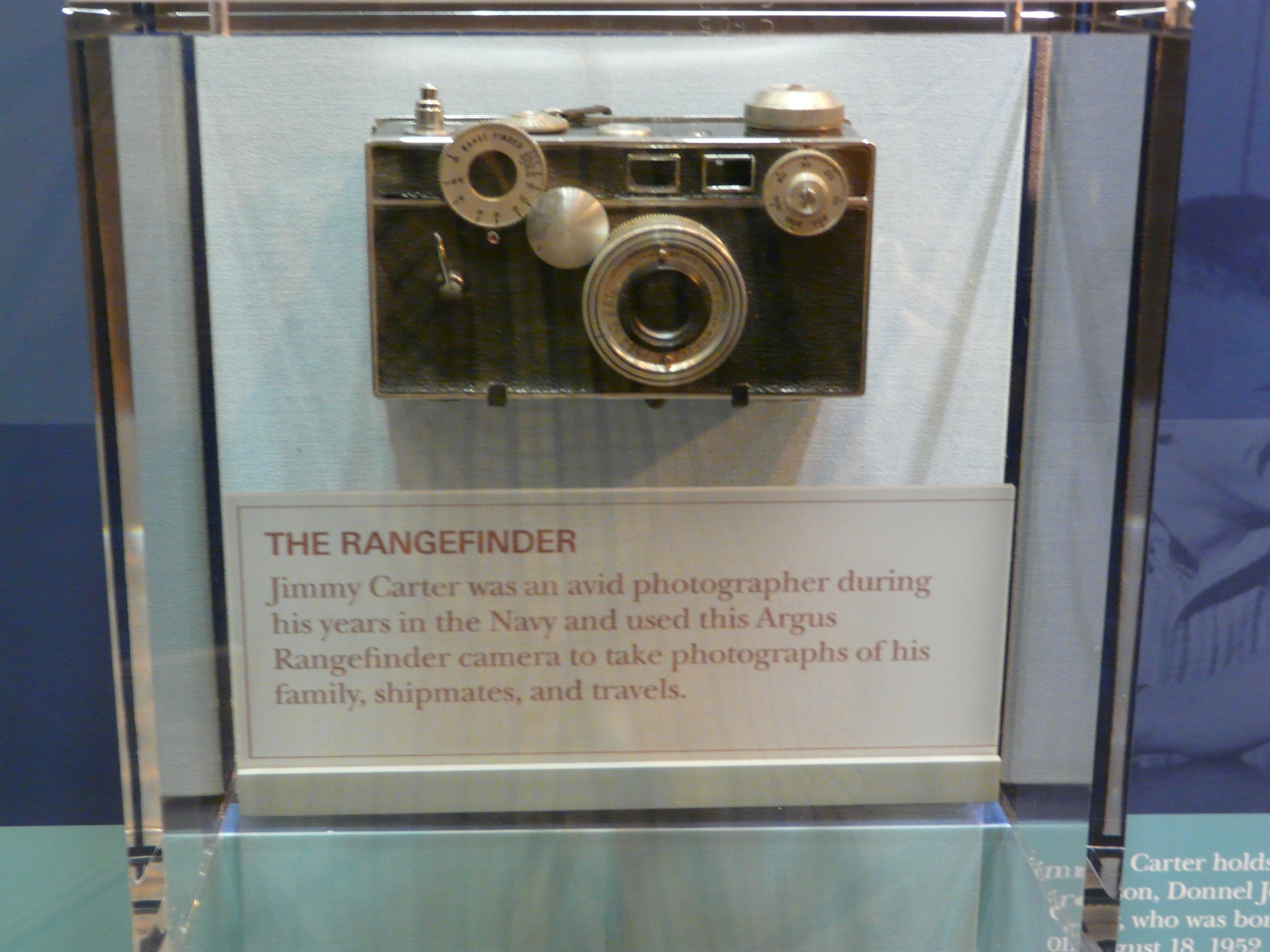
지미 카터의 C3

아거스 C3은 1939년에 처음소개되었으며, C3의 경우 그전의 C(1938), C2(1938 ~ 42)보다 더 나은점이 있는 모델이었으며, C, C2, C3을 디자인한 Gustave Fassin의 디자인 중 제일 성공적이었다. C에서는 렌즈와 연동되지 않는 비커플링 거리계를 사용하였지만, C2부터 렌즈와 연동되는 거리계를 사용하였다. C3은 플래시 동조화를 위해 옆에 구멍을 뚫어놨지만, C2는 그렇지 않다. 아거스 C3은 당시 35 달러였는데, 현 가치로 환산하면 651달러이다.
C3의 엄청난 성공으로 인해 2백만개 이상의 카메라가 27년동안 생산한 도중 판매되었다. 벽돌은 그리 인체공학적이지도 않았고, 스타일적인 면도 없었지만, 사람들은 기어와 다이얼등이 잔뜩 박힌 이 카메라의 '과학적으로 생긴' 것을 좋게 여겼다. 또한 사진에서 견고하면서도, 잘 찍혀 나오게 개발되었기도 하다. 벽돌은 여러 미국내 경쟁자들을 이겨냈지만, 일본에서 물밀듯이 넘쳐들어온 일안 반사식 카메라에 휩쓸려 결국 1966년 도산하게 되었다.
80년이 지나도, C3은 구조가 간단한 편이라 많이 쓰이고 있다. 구조도 간단하면서 가격도 싸고, 수리도 쉽다.

## 카메라 제원

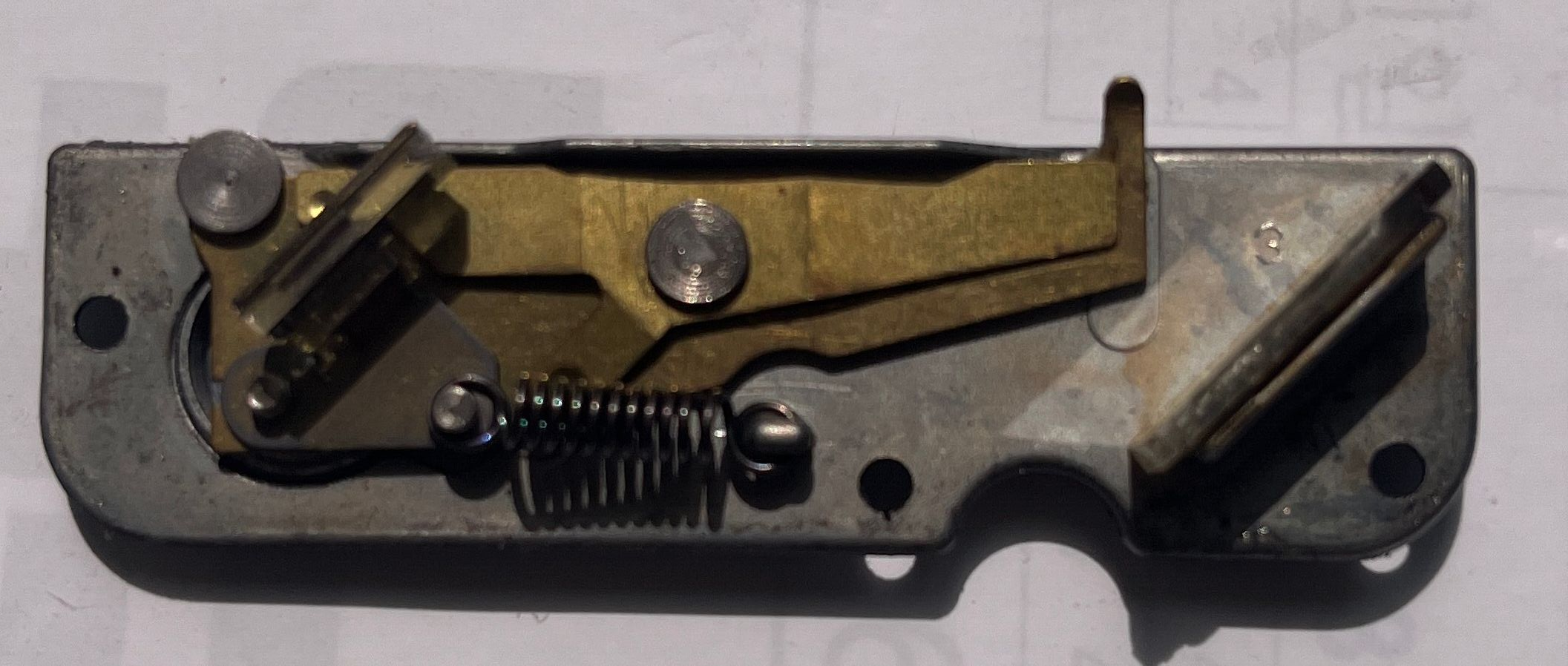
아거스 C3의 거리계 모듈. 커다란 거울에서 오는 상은 밑으로 오고, 작은 거울로 오는 상은 위로 온다. 이전에 나온 콘탁스 II와 달리 뷰파인더와 거리계가 따로 있다.

C3은 베이클라이트를 기반으로 하여 금속 캐스팅을 앞과 뒤에 박았다. 또한 특이하지만 단순한 리프 셔터를 집어넣어, 다른 렌즈로 교환을 할 수 있도록 만들었다. 거리계는 뷰 파인더 옆에 위치해 있으며, 카메라 앞의 나사면으로 이를 조절할수 있게끔 만들었다. 기본적으로 아거스 C3은 50mm f/3.5 Cintar 비점수차 보정 트리플렛 렌즈가 장착되었다. 이 렌즈들은 Bausch & Lomb 나, 혹은 아거스 사가 1939년 인수한 Graf Optical에서 만들었으며, 기타 광각이나 망원렌즈는 뮌헨의 Emna Werk에서 생산하기도 했다.